# 60e régiment d'artillerie de campagne grand-ducal mecklembourgeois
Pour les articles homonymes, voir 60e régiment.
Le 60e régiment d'artillerie de campagne grand-ducal mecklembourgeois est une unité d'artillerie de l'armée prussienne qui a existé de 1899 à 1919.

## Histoire
Le 25 mars 1899 (jour de la fondation), la formation du 60e régiment d'artillerie de campagne grand-ducal mecklembourgeois a lieu le 1er octobre à partir des 1er et 4e bataillons d'Altona. La construction de la nouvelle caserne de la ville a dû précéder cette transformation. Il en est de même pour la construction du mess, situé à l'un des plus beaux endroits de la ville de résidence, avec vue sur le château. En 1905, le régiment envoie trois officiers, plusieurs sous-officiers et des hommes à la campagne dans le Sud-Ouest africain allemand, qui réprime le soulèvement des Nama et des Herero. En 1911, le régiment participe aux manœuvres de l'Empereur dans la région de Woldegk. Ils sont précédés d'un défilé devant l'Empereur Guillaume II à Hambourg. L'année suivante apporte la transformation du 2e bataillon de canons transformée en bataillon d'obusiers. L'obusier est un obusier à canon inversé 98/09. Le canon de campagne 96 nA (de) est un bon canon, mais il n'est pas aussi efficace que le canon de campagne français. Il est introduit dans le 1er bataillon en 1906 avec des boucliers de protection et un frein de recul et ne reçoit le télescope panoramique que des années plus tard.
Le 5 mai 1913 a lieu la célébration du 100e anniversaire du corps d'artillerie du Mecklembourg, formé le 25 mars 1813. Des milliers de vétérans et d’anciens membres de l’artillerie du Mecklembourg sont venus ; Le défilé, auquel participent séparément le régiment sous le commandement du colonel Wilhelm von Woyna et tous les membres selon les batteries, est inspecté par le grand-duc Frédéric-François IV, ainsi que le défilé. L'après-midi, un repas de fête et une agréable rencontre ont eu lieu dans les batteries individuelles. Le défilé a été précédé la veille après-midi par une fête équestre en présence du Grand-Duc, conduit par le major von Aigner. Officiers, sous-officiers et hommes de troupe prennent part aux manifestations. La manœuvre du 9e corps d'armée, qui a lieu la même année dans la région de Schwerin, et suivi par la famille grand-ducale ; Le dernier jour, toutes les troupes du Mecklembourg, à l'exception du 14e bataillon de chasseurs à pied (de) stationné à Colmar, défilent devant le Grand-Duc dans l'Ancien Jardin (de).
L'année suivante, en 1914, des exercices de tir ont lieu au camp de Munster. Le régiment y arrive le lundi 27 juillet 1914. Le mercredi, l'ordre vient que le régiment soit immédiatement transporté à Schwerin. Vendredi, le télégramme officiel : « Danger imminent de guerre. »

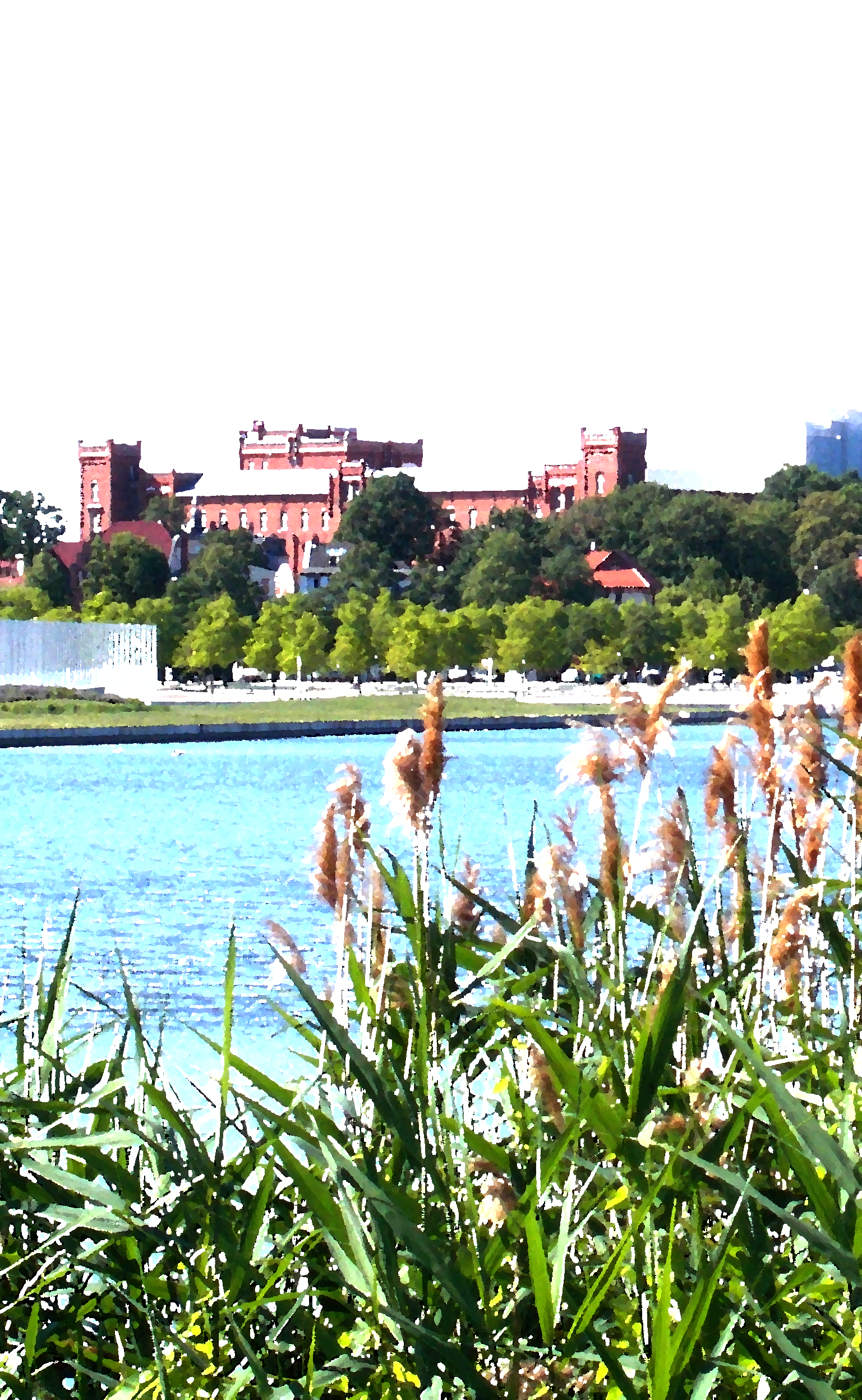
Caserne d'artillerie à Schwerin - photographiée au-dessus du Burgsee

### Première Guerre mondiale

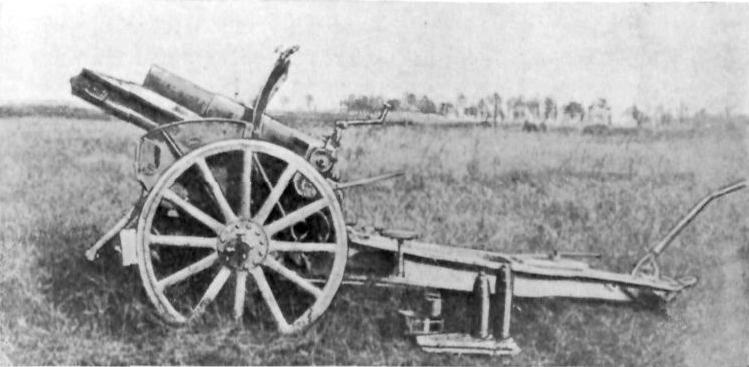
Obusier de campagne de 10,5 cm 98/09

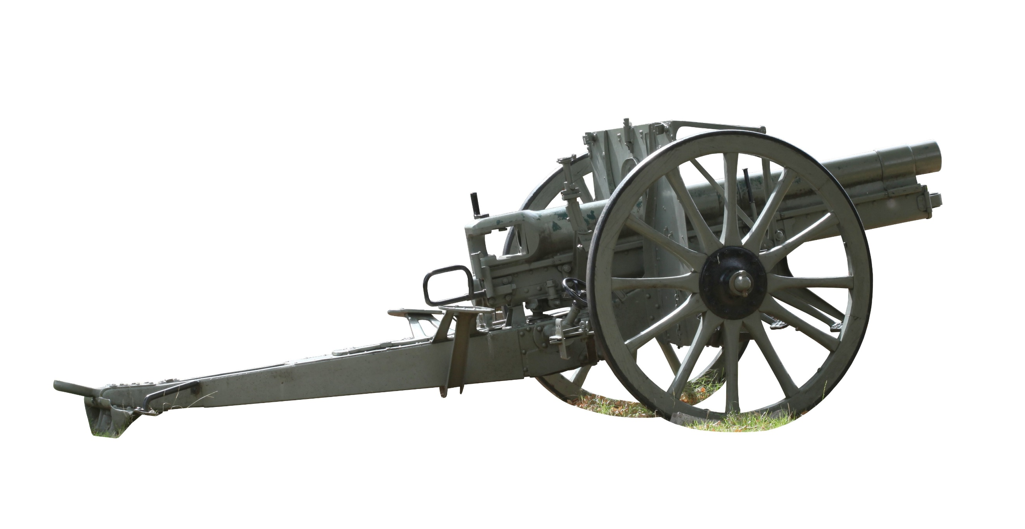
Canon de campagne 96 nA 7,7 cm

Le 31 juillet 1914, vers 15 heures, le télégramme du commandement général du 9e corps d'armée (Altona) au régiment. Dans une note marginale à la page 2 du journal local, le Mecklenburgische Zeitung, dans son édition du soir du 1er août 1914, on peut lire :
" Interdiction : Le Ministère Grand-Ducal de l'Intérieur annonce : Selon le décret du Général Commandant du 9e Corps d'Armée à Altona en date du 31 juillet de cette année, concernant la déclaration de l'état de guerre, les publications et communications concernant les affaires militaires sont strictement interdites ; les violations de cette interdiction seront punies très sévèrement. "
Avec l'ordre de mobilisation de l'Empereur du 1er août 1914, les activités du 60e régiment d'artillerie de campagne commencent également à faire avancer des troupes le plus rapidement possible afin de prendre l'ennemi déclaré, la France, par surprise stratégique. Néanmoins, l'Empire allemand déclare officiellement la guerre à l'Empire russe le 1er août.
Plan de mobilisation : (variante probable) Les officiers et les hommes d'active ainsi que les réservistes qui arrivent doivent effectuer la mobilisation et la mener à bien conformément au plan :
A. Jusqu'au soir du 1er jour de mobilisation, 18h00, sont prêts à marcher : état-major du 2e bataillon, 4e, 5e et 6e batteries. 4e, 5e et 6e batteries sans 3e sections.
B. Début de l'exécution accélérée du transport de troupes IIe division/FAR-60 avec état-major 2e bataillon, 4e, 5e et 6e batteries sans 3e sections ainsi qu'avec deux escadrons par batterie, depuis la gare de marchandises de Schwerin, le 1er jour de mobilisation jusqu'à 24h00 au plus tard.
C. Jusqu'au soir du 5e jour de mobilisation : les 3e sections du 2e bataillon passent sous le commandement de la 1er bataillon /FAR-60 et sont mises au niveau de guerre.
D. Jusqu'au soir du 7e jour de mobilisation : mise en état de marche complète de l'état-major du régiment, de l'état-major du 1er bataillon, des 1re, 2e et 3e batteries, des colonnes de munitions légères des 1er et 2e bataillons ainsi que des 3e sections du 2e bataillon/FAR-60
Subordination au commandement de la 34e brigade mixte
Le 2e bataillon du 60e régiment d'artillerie de campagne (abréviation : II./FAR-60) entame le 2 août 1914, vers 20h00, le transport ferroviaire jusqu'à la région d'Aix-la-Chapelle. Lieu de déchargement : Rode-le-Duc, à 12 km au nord d'Aix-la-Chapelle. Déchargement du 2e bataillon/FAR-60 le 3 août 1914, vers 20:00 heures. Après avoir atteint la destination, subordination du 2e  bataillon sous le commandement de la 34e brigade mixte. Formation de la 34e brigade mixte le 4 août 1914, à 8 heures du matin dans la forêt prussienne, au sud-ouest d'Aix-la-Chapelle. La 34e brigade mixte, avec cinq autres brigades et le 2e commandement supérieur de cavalerie, est chargée de prendre par surprise la ville fortifiée de Liège (lors d'une attaque surprise), d'éliminer ensuite les douze forts autour de Liège avec des renforts et des forces fraîchement amenées, et de créer un espace pour le déploiement stratégique des 1er, 2e et 3e armées.

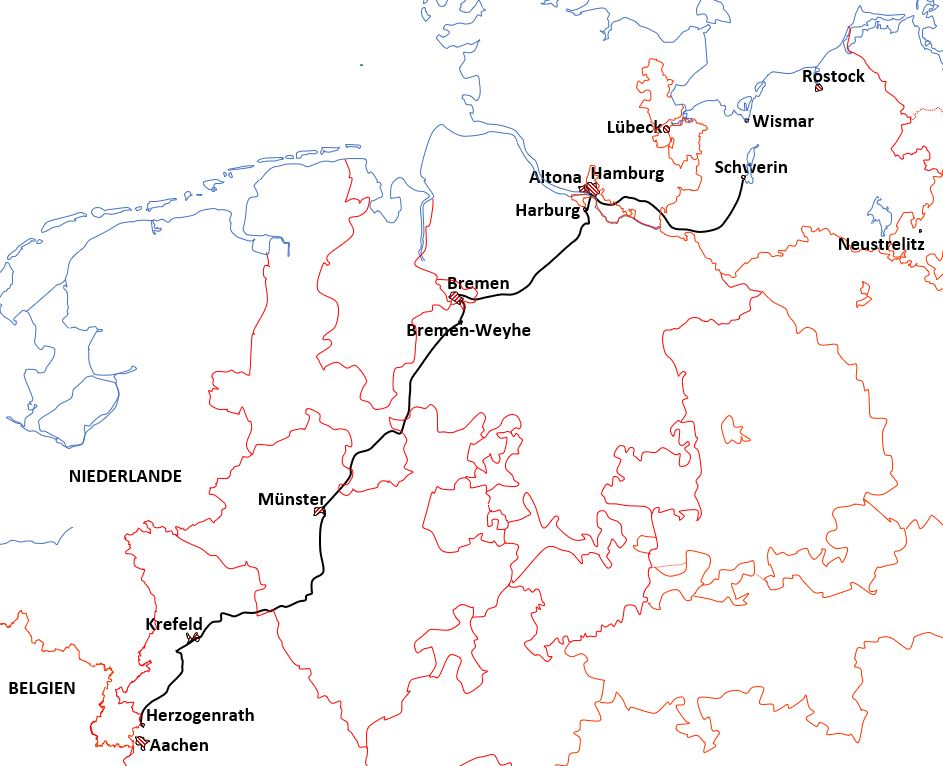
Ligne ferroviaire du 2e bataillon/FAR-60 pour un déploiement accéléré vers la zone de rassemblement

#### Calendrier des batailles

##### 1914
- 4-14 août - Batailles pour la conquête de Liège et de sa ceinture de forts
- 18 au 19 août - Bataille de la Gette
- 23 au 24 août - Bataille de Mons
- 26 août - Bataille de Genly, pour la poursuite de la bataille de Mons
- 30 août - Bataille de Saint Quentin
- 4 septembre - Bataille de Viels-Maisons-Montmirail
- 5 septembre - Bataille de Leuze
- 6 à 7 septembre à Montceau-Esternay
- 5 à 9 septembre - Bataille de l'Ourcq
- 10 septembre - Bataille de secours à Neuilly, St. Front et Crépy en Valois
- Depuis le 12 septembre - Bataille de l'Aisne
  - 21 et 23 décembre - Batailles à Bois St. Mard

##### 1915
- jusqu'au 12 octobre – Combats sur l' Aisne
  - 0 8 au 14 janvier – Bataille de Soissons (4e et 6e batteries)
  - 17 janvier au 19 septembre – Batailles de position à l'ouest de Roye–Noyon
- 16 octobre au 3 novembre – Bataille d'automne en Champagne
- à partir du 4 novembre – guerre de tranchées en Champagne
  - 7 décembre – Prise de l'Arbre Height 193, à l'ouest de Tahure

##### 1916
- jusqu'au 15 juin – Guerre de tranchées en Champagne
  - 27 février – Suppression du poste de Navarin
  - 27 mai – Opération de patrouille à l'ouest de Navarin-Ferme
- 0 5 juillet au 30 septembre – Bataille de la Somme
- 0 1er octobre au 24 décembre – Guerre de tranchées en Artois

##### 1917
- 9 janvier au 15 mars - Combats de position à la Somme
- 16 au 18 mars - Batailles de position devant le front de Siegfried
- 9 juin au 21 juillet - Combats préparatoires à la bataille d'été en Flandre
- 21 juillet au 1er août - Bataille d'été en Flandre
- 2 août au 23 septembre - Combats au poste de Siegfried
- 24 septembre au 12 octobre - Bataille d'automne 1917 en Flandre
- à partir du 15 octobre - batailles de position à Artois

##### 1918
- jusqu'au 7 mars – Guerre de tranchées en Artois
- 0 8 au 20 mars – Déploiement pour la Grande Bataille de France
- 21 mars au 6 avril – Grande bataille de France
  - 21 au 23 mars – Bataille décisive Monchy-Cambrai
  - 24-25 mars – Bataille de Bapaume
  - 25 mars – Bataille de Sapignies
- 0 5 avril – Bataille de Burcquoy
- 0 7 au 12 avril – Combats entre Arras et Albert
- 24 mai au 22 juin – Combats entre Arras et Albert
- 29 juillet au 3 août – La bataille défensive mobile entre Marne et Vesle
- 0 4 août au 3 septembre – Guerre de tranchées sur la Vesle
- 0 4 au 18 septembre – Combats devant la ligne Siegfried
- 19 au 27 septembre – Combats sur la position Siegfried
- 28 au 29 septembre – Batailles de position au nord d'Ailette
- 30 septembre au 9 octobre – Bataille défensive en Champagne et sur la Meuse
  - 8 septembre – Combats à Bémont-Ferme
- 10 au 12 octobre – Combats sur les fronts de Hunding et de Brunhild
  - 10-12 octobre – Combats sur le front de l'Aisne et de l'Aire
- 13-16 octobre – Batailles sur l'Aisne et l'Aire
- 17 au 25 octobre – Bataille défensive en Champagne et sur la Meuse
  - 17 au 25 octobre – Bataille défensive entre l'Argonne et la Meuse
- 26 octobre au 1er novembre – Bataille défensive sur la ligne Hunding
- 0 2 au 4 novembre – Guerre de tranchées sur l'Aisne
- 0 5 au 11 novembre – Batailles de retraite devant la ligne Anvers-Meuse
- 11 novembre – Armistice de Compiègne
- à partir du 12 novembre – évacuation du territoire occupé et marche vers la patrie

### Après-guerre
Après l'armistice, l'unité retourne à la garnison de Schwerin, est démobilisée le 1er février 1919 et dissoute fin mai 1919. Diverses formations libres sont constituées à partir de pièces, telles que le 60e régiment d'artillerie de campagne volontaire et d'autres batteries de volontaires. Lors de la formation de la Reichswehr provisoire, des parties du 60e régiment d'artillerie de campagne volontaire sont incorporées au 9e régiment d'artillerie légère de la Reichswehr en tant qu'état-major du 1er bataillon. La tradition est adoptée dans la Reichswehr par décret du chef du commandement de l'armée, le général d'infanterie Hans von Seeckt, le 24 août 1921, par la batterie d'entraînement du 2e régiment (prussien) d'artillerie à Schwerin. Dans la Wehrmacht, le 12e régiment d'artillerie de Schwerin et de Rostock perpétue la tradition.

## Commandant de régiment
Le 25 mars 1913, l'empereur Guillaume II nomme le grand-duc Frédéric-François IV commandant du régiment .

## Commandants
| Grade                 | Nom                          | Date                                  |
| --------------------- | ---------------------------- | ------------------------------------- |
| Oberst                | Max von Hanstein             | 1er octobre 1899 au 13 septembre 1900 |
| Oberstleutnant/Oberst | Ludwig von Aster             | 14 septembre 1900 au 10 avril 1906    |
| Oberstleutnant/Oberst | Friedrich von Reichenbach    | 24 avril 1906 au 21 mai 1912          |
| Oberst                | Wilhelm von Woyna            | 22 mai 1912 au 3 février 1914         |
| Oberst                | Otto von Fumetti             | 17 février 1914 au 12 septembre 1916  |
| Major                 | Gebhard Gans zu Putlitz (de) | 13 septembre 1916 au 29 octobre 1918  |
| Major                 | Wilhelm von Liebenau (de)    | 30 octobre 1918 au 24 janvier 1919    |
| Oberstleutnant        | Max von Peschke              | 25 janvier à février 1919             |
| Oberstleutnant        | Viktor von Aigner            | Février 1919 jusqu'à la dissolution   |

## Mémoire

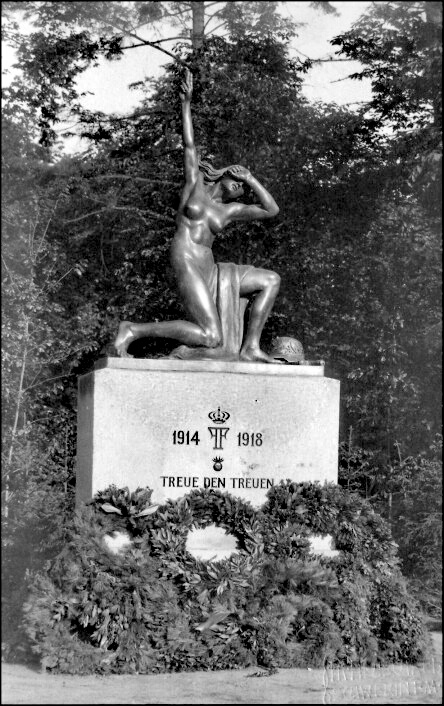
Monument

En 1923, le mémorial en bronze « Kriemhild » est érigé en hommage aux soldats tombés du régiment, selon un projet de Wilhelm Wandschneider, en face de la caserne d'artillerie de Schwerin (de). Il est inauguré le 27 mai 1923 ; Après 1945, il est victime de destruction.